# Caribou County
Caribou County is een county in de Amerikaanse staat Idaho.
De county heeft een landoppervlakte van 4.574 km² en telt 7.304 inwoners (volkstelling 2000). De hoofdplaats is Soda Springs.

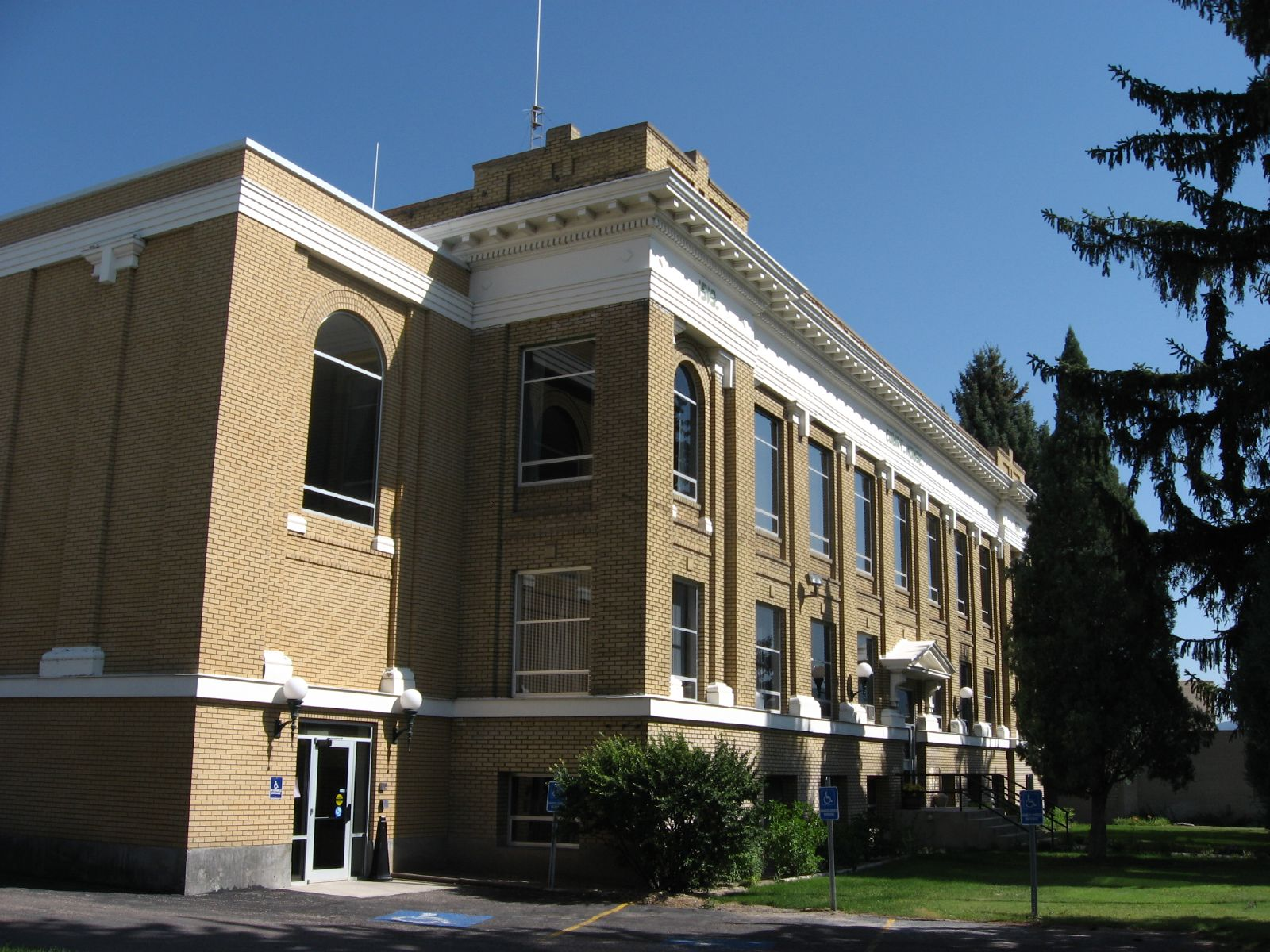
Caribou County Courthouse